# SMIM23
SMIM23 (англ. Small integral membrane protein 23) — білок, який кодується однойменним геном, розташованим у людей на короткому плечі 5-ї хромосоми.  Довжина поліпептидного ланцюга білка становить 172 амінокислот, а молекулярна маса — 20 025.
| 10         |  | 20         |  | 30         |  | 40         |  | 50         |
| ---------- |  | ---------- |  | ---------- |  | ---------- |  | ---------- |
| MATQQVDSRR |  | QVAAEQVAAQ |  | LLERRRGSHC |  | DDEKQTLLAL |  | LILVLYLSTE |
| IWGSSWEVSE |  | RIRECNYYQN |  | LAVPQGLEYQ |  | TNEPSEEPIK |  | TIRNWLKEKL |
| HVFSEKLEEE |  | VQQLEQLAWD |  | LELWLDALLG |  | EPHQEEHCST |  | YKSHLWEWAW |
| ALGREHKGGE |  | GLLEISLSGA |  | EL         |  |            |  |            |

A: Аланін

C: Цистеїн

D: Аспарагінова кислота

E: Глутамінова кислота

F: Фенілаланін

G: Гліцин

H: Гістидин

I: Ізолейцин

K: Лізин

L: Лейцин

M: Метіонін

N: Аспарагін

P: Пролін

Q: Глутамін

R: Аргінін

S: Серин

T: Треонін

V: Валін

W: Триптофан

Задіяний у такому біологічному процесі, як поліморфізм. Локалізований у клітинній мембрані, мембрані.